# Safaa Hegazy
Safaa Hegazy (Arabisch:صفاء حجازي) is een metrostation in de Egyptische hoofdstad Caïro dat wordt bediend door lijn 3 van de Caïrose metro. Op 5 oktober 2022 werd het `s avonds, tegelijk met de tweede metrotunnel onder de Nijl geopend door Kamel al-Wazir, de  minister van verkeer.

## Aanleg
De bouw van de tweede metrotunnel onder de Nijl en de daarmee samenhangende stations tussen Attaba en Kit Kat zou in 2011 van start gaan maar dit werd vertraagd door de opstanden in dat jaar. Het station ligt voor het appartementencomplex Sharbatly en een aantal ambassades op het noordelijke deel van het eiland Gezira, in de rivier de Nijl, in de wijk Zamalek. Het station werd aanbesteed als Zamalek maar werd in 2020 omgedoopt ter ere van, de in 2017 overleden, bekende Egyptische verslaggeefster Safaa Hegazy.
Bewoners van het eiland uitten hun bezorgdheid over de invloed van de bouw van het station op oude gebouwen. Op 26 juli 2020 werden het appartementencomplex en de naastgelegen Bahreinse ambassade ontruimd in verband met scheuren als gevolg van verzakken. De tunnelbouwdienst ontkende een verband met de bouw van het station. Op 3 juli 2022 gaf President Abdel Fattah el-Sisi opdracht voor het proefbedrijf van het station. Na succesvolle proefritten in mei en augustus werd het station op 5 oktober 2022 geopend.   

## Reizigersdienst
Het station biedt een aanvullende vervoersmogelijkheid in het gebied en draagt ook bij aan het verminderen van opstoppingen. Het station kent vier toegangen en een lift naar de tussenverdieping. Er zijn kaartautomaten om opstoppingen in het station de beperken, verder zijn er blindengeleidestroken aangebracht. 